# Man vergisst nicht, wie man schwimmt
Man vergisst nicht, wie man schwimmt ist ein im Jahr 2022 im Verlag dtv erschienener Roman des Autors Christian Huber. Der Coming-of-Age-Roman beschreibt einen Sommertag im Leben des 15-jährigen Pascal, dessen Weltbild durch das Aufeinandertreffen mit der Zirkusartistin Jacky auf den Kopf gestellt wird.

## Inhalt
An einem warmen Sommertag lernen der 15-jährige Pascal mit dem Spitznamen Krüger und sein bester Freund Viktor eine Zirkusartistin namens Jacky kennen. Da Jacky nur noch einen Tag in der Gegend bleibt, wollen die drei zusammen eine Marihuana-Plantage finden und auf eine Party gehen, auf der sie nicht eingeladen sind. Auf besagter Party bricht ein Streit zwischen Pascal und Viktor aus, da sie es satthaben, „Loser“ zu sein, und von den „Cooleren“ akzeptiert werden wollen. Außerdem verlieben sich Pascal und Jacky. Er stößt Jacky jedoch von sich weg, da er aufgrund einer Narbe auf seiner Brust mit Unsicherheiten zu kämpfen hat. Durch den Tag mit der Zirkusartistin lernt er, seine Narbe anzunehmen und mehr aus sich herauszukommen.

### Teil 1
Am Morgen des 31. August 1999 hofft der 15-jährige Pascal Friedrich, von allen aufgrund eines Vorfalls in der 5. Klasse nur „Krüger“ genannt, einen entspannten letzten Sommertag in seinem bayerischen Dorf „Bodenstein“ nahe der tschechischen Grenze zu erleben.
Mit seinem besten Freund Viktor begibt er sich nach dem Zeitungsaustragen deshalb in die örtliche Müller-Filiale, um dort das neu erschienene Spiel Tony Hanks Pro Skater auszuprobieren. Abgelenkt werden sie allerdings durch ein rothaariges Mädchen in ihrem Alter, welches das brandneue Nokia 3210 aus der Filiale stiehlt und auf der Flucht vor dem Filialleiter mit Krüger zusammenstößt. Sie lässt ihr Diebesgut und Pascal seinen Rucksack fallen, woraufhin das Mädchen diesen stiehlt und weiter rennt. In seinem Rucksack befindet sich auch sein Notizbuch mit vielen Geschichten, unter anderem auch seinem großen Geheimnis, dem Grund warum er nicht schwimmen und sich nicht verlieben kann. Somit möchte er diesen unbedingt wieder haben und verfolgt das Mädchen bis zum Haus der alten Steinmetzin Ilse Berger. Von dieser erfährt er, dass das Mädchen wohl zum Zirkus gehört und bald weiterziehen wird.
Zusammen mit Viktor begibt sich Krüger zum Zirkusplatz. Unter einem Anhänger versteckt beobachtet Krüger beeindruckt das rothaarige Mädchen beim Messerwerfen. In der Zwischenzeit findet Viktor den Rucksack und das gestohlene Nokia in einem der Zirkuswagen. In ihrem Versteck bemerken sie, dass der Filialleiter mit zwei Polizeibeamten auf dem Festplatz auftaucht und nach der rothaarigen Diebin des Nokias sucht. Mit einem Pfiff warnt Krüger das Mädchen und sie kann sich gerade so verstecken.

### Teil 2
Das Mädchen stellt sich als Jacky vor und bringt den beiden Grundzüge des Messerwerfens bei, wobei sich Krüger einen Schnitt in die Hand zuzieht. Jacky bringt ihn in einen Wohnwagen, wo sie ihn verarztet und die drei Teenager Schnaps trinken. Sie erzählt, dass sie morgen schon weiterzieht und gern noch etwas erleben möchte. Von ihr angetan, schlagen die beiden Freunde sofort vor, das Marihuana-Feld der Hunnen, der örtlichen Gang, zu suchen um sich mit dem Gras Zutritt auf die Geburtstagsfeier der Oberstufen-Zwillinge Anna und Ayla zu verschaffen.
Krüger schaut sich die Vorstellung von Jackys Zirkus an und ist völlig in den Bann gezogen von ihrer Vorstellung als Akrobatin und Messerwerferin.
Die beiden treffen sich mit Viktor an der Janus-Klippe, um die Suche nach dem Marihuana-Feld zu starten. Zufällig entdecken sie eine Gedenkstatue für Kurt Berger, den Mann der alten Steinmetzin, der im Jahre 1958 im Alter von 41 Jahren verstorben ist, und Jacky beschließt, einen Blumenstrauß für ihn zu pflücken.
Ihre Suche nach dem Feld bringt die drei auf einen Jäger-Hochstuhl. Zufällig findet Jacky das Nokia, welches sie geklaut hatte, in Krügers Tasche. Das Mädchen wird sauer und es entbricht ein Streit zwischen ihr und Viktor darüber, wer das Telefon nun behalten darf. Auf Pascals Vorschlag hin liefern sich die beiden eine „Competition“, bei der sich in einem „Snake“-Spiel am Nokia entscheidet, dass Jacky das Handy behalten darf.
Nachdem die Gruppe das Waldgebiet erfolglos abgesucht haben, begeben sie sich frustriert ins „Tanzcafé Colorado“, eine zwielichtige Kneipe, in der sie den Spielsüchtigen Günter Seidl kennenlernen. Als dieser erfährt, dass die drei frustriert sind, weil sie kein Gastgeschenk für die Party haben, schenkt er ihnen seine Polaroid-Kamera. Auf dem Weg zur Geburtstagsfeier zeigt Viktor stolz, dass er einen Revolver aus der Kneipe gestohlen hat. Krüger steht dem kritisch gegenüber und versteht nicht, warum seinem Freund die Bestätigung der „cooleren“ Oberstuflerinnen so wichtig ist. Er möchte am liebsten gar nicht auf die Party und lieber mit Jacky draußen Zeit verbringen. Gemeinsam schleichen sich Jacky und Krüger zu den Kunstwerken der Steinmetzin, wo Krüger ihr die Geschichte, welche er über sie verfasst hat, vorliest. Berührt von seiner Art, sie zu sehen, küsst Jacky ihn.

### Teil 3
Als Jacky jedoch seinen Brustkorb berührt, stößt er sie von sich und schlägt vor, doch zur Party zu gehen.
Dort trennen sich ihre Wege und Krüger trifft auf die Gastgeberinnen Anna und Ayla, die er mit seinem Gastgeschenk beeindruckt, die sich aber sonst nicht weiter für ihn interessieren. Trotzdem fühlt sich Krüger durch deren Anerkennung um einiges selbstbewusster und beschließt, kein Loser mehr sein zu wollen. Im Garten stößt er nun auf Viktor, der ein rothaariges Mädchen küsst, welches sich als Yvonne entpuppt. Die beiden kehren zur Party zurück und treffen auf Nikolai, Mitglied der lokalen Gang die „Hunnen“, den Filialleiter, einen älteren Mitschüler namens Dean und Yvonne, die sich als Nikolais Schwester entpuppt. Um diesen zu beeindrucken, schenkt Viktor ihm den Revolver mitsamt Patronen. Nun erscheint die aufgelöste Ayla, deren teurer Armreif, ein Geschenk von Nikolai, verschwunden ist. Jacky, die nun auftaucht, wird des Diebstahls beschuldigt. Nikolai und der Filialleiter umzingeln sie. Gleichzeitig fangen Viktor und Krüger einen großen Streit an: Viktor leugnet, Jacky zu kennen, und sagt, Krüger sei in sie verliebt. Dieser beschuldigt ihn, sich nur vor den Älteren profilieren zu wollen, woraufhin Viktor ihn als Krüppel, der ihn zurückhalte, bezeichnet. Inmitten des Trubels schafft es Jacky, zu fliehen.
Krüger fährt nach Hause, träumt allerdings von Jacky, sodass er sich auf die Suche nach ihr macht und sie schließlich an der Klippe des Janus antrifft. Er liest ihr seine Geschichte vor: Im Alter von zehn Jahren wollte er seine Mutter gegen seinen gewalttätigen Alkoholiker-Vater schützen und wurde so von diesem mit kochendem Wasser überschüttet. Die verbliebene Narbe ziert seinen gesamten Oberkörper. Daher gaben ihm Mitschüler den Spitznamen Krüger, den er sehe aus wie Freddy Krüger aus einem Horrorfilm. Dies ist der Grund, warum er seine große Leidenschaft, das Schwimmen, aufgegeben hat.
Er plant, sich mit 20 operieren zu lassen, um die Narben loszuwerden. Auch Jacky entblößt ihre durch Gewalttaten vernarbten Oberarme und ändert so Pascals Sichtweise auf seine Narben: Laut ihr sind Narben auf die Haut geschriebene Geschichten.
Ermutigt springen die beiden von der Klippe ins Wasser, wo sie sich wieder küssen. Gemeinsam schwimmen sie zu einer Bucht und entdecken eine Bucht mit hunderten Cannabispflanzen. Als sie sich dort umsehen, ertönt ein warnender Pfiff, welchen Krüger eindeutig seinem ehemaligen besten Freund zuordnet. Sie verstecken sich und sehen den Hunnen Nikolai, den Filialleiter und Dave mit einem Boot ankommen. Die drei merken, dass jemand in ihrem Lager gewesen sein muss und suchen sie ab. Jacky und Krüger verursachen eine Explosion mit einem Gaskocher und Jackys Messer. So schaffen sie es, die Marihuana-Plantage zum Brennen zu bringen und fliehen mit dem Boot. Dave schießt zweimal mit dem Revolver und trifft Pascal in den Oberkörper. Dieser muss operiert werden, überlebt aber. Jacky verschwindet und hinterlässt nur einen Abschiedsbrief, in dem sie Pascal bittet, nie wieder einen Tag seines Lebens zu verschwenden. Viktor wird von seinem strengen Vater auf ein Internat in der Schweiz geschickt. Die beiden verlieren den Kontakt, da auch Pascal mit seiner Mutter aus Bodenstein weg in die Nähe von Bonn zieht.

### Heute
Pascal bringt seine Tochter fürs Wochenende zu seiner Mutter nach Troisdorf in der Nähe Bonns, um zur Beerdigung seines Vaters in Bodenstein zu gehen. In seinem alten Kinderzimmer findet er eine Erinnerungsbox an den Sommer 1999: Jackys Messer, sein Feuerzeug, ein Polaroid-Bild mit ihrem Abschiedsbrief und das alte Nokia. Er hatte oft versucht sie zu finden, allerdings erfolglos. Nach der Beerdigung in Bodenstein schaut er in der alten Steinmetzerei vorbei und sieht dort eine Frau mit roten Haaren.

## Theateraufführung
Das Staatstheater Meiningen hat den Roman in Kooperation mit der Hochschule für Bildende Künste Dresden auf die Bühne gebracht. Die Theaterfassung stammt von Gabriela Gillert und wird für Zuschauende ab 14 Jahren empfohlen.

## Rezeption
Von vielen Kritiken wurde der Roman positiv bewertet. Das dramatische Ende hielten einige allerdings für nicht notwendig.
Christine Westermann lobt ihn in ihrer Buchtipp-Rubrik „Westermann liest“ im Stern als „Buch, das so besonders ist“, den Leser nochmal mit in seine eigene Jugend nehme und so zu Recht auf den Bestsellerlisten stehe.
Im Spiegel diskutieren Sebastian Hammelehle und Maren Keller die vielen Klischees im Buch und sehen einzig seinen hohen Nostalgiegehalt als lesenswert.